# Zack Wheat
Zachariah Davis Wheat (Hamilton, Misuri, Estados Unidos, 23 de mayo de 1888 - Sedalia, Misuri, 11 de marzo de 1972), más conocido como Zack Wheat, fue un beisbolista estadounidense. Jugó la mayor parte de su carrera para los Brooklyn Robins de las Grandes Ligas de Béisbol. Participó en dos Series Mundiales y fue un distinguido bateador en la «Era de la bola muerta». Ostenta varias marcas dentro de la historia de Los Angeles Dodgers, y fue ingresado al Salón de la Fama del Béisbol en 1959.

## Biografía
Nació en una granja ubicada cerca de Hamilton, Misuri, como el mayor de tres hermanos. Todos ellos jugaron al béisbol: Mack Wheat logró jugar en Brooklyn con su hermano Zack entre 1915 y 1919; y Basil, el menor, fue parte de las Ligas Menores. Se dice que la madre de los Wheat era de la etnia cheroqui.

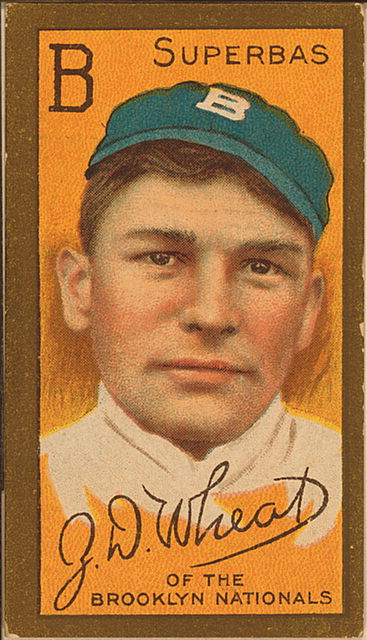
Tarjeta coleccionable de Zack Wheat de 1911.

Zack tenía 16 años cuando murió su padre, también de nombre Basil, y esto provocó que la familia se mudara a Kansas City, Kansas. En ese tiempo los Wheat estaban sumidos en la pobreza, por lo que se decidió a jugar al béisbol para ganar dinero. En las Ligas Menores se hizo de un nombre gracias a su habilidad defensiva, y un cazatalentos lo recomendó a los Brooklyn Superbas quienes lo contrataron para 1909. Pese a que jugó hasta el final de esa temporada, bateó para ,304 en 26 encuentros. Ya en 1910 participó en toda la temporada y fue el mejor pelotero a la ofensiva del equipo. Para 1912 contrajo matrimonio con Daisy Kerr Forsman, su prima en segundo grado y quien además se convertiría en su representante para negociar sus contratos.
Cabe anotar que antes de la década de los años 1920, el béisbol de las Mayores era conocido como la «Era de la bola muerta». Esto se debía a la escasez de cuadrangulares y la abundancia de batazos de corto alcance, entre otras características. Zack, por el contrario, jugó al béisbol muy distinto al de la «bola muerta», ya que era reconocido como un bateador de poder. De hecho usaba un bate más ligero para realizar un swing más rápido y así ganar extra bases.
Para 1916, Brooklyn alcanzó por primera vez la Serie Mundial. Wheat ostentó un porcentaje de bateo de ,312 esa temporada, incluyendo una racha de 29 juegos bateando al menos un imparable de forma consecutiva,  pero cayó a ,211 en el «clásico de otoño» en el que su equipo perdió ante los Boston Red Sox. Para 1918 fue el mejor bateador de la Liga Nacional con un porcentaje de bateo de ,335.
En 1919 fue nombrado capitán del equipo, y la temporada siguiente (1920) lideró a Brooklyn a la Serie Mundial con ,328 de porcentaje de bateo, 191 imparables, y 9 cuadrangulares en 148 juegos, pero esta vez cayeron ante los Cleveland Indians.
Como dato curioso, durante la Primera Guerra Mundial Zack se dedicó a criar mulas para usarlas como animales de carga en los campos de batalla. Por otra parte los rumores de su partida del equipo rondaban cada temporada, pero él hallaba la manera de que le aumentaran su salario, aparte que era muy querido en Brooklyn.
La mejor temporada para Zack en la ofensiva fue la de 1924 al lograr ,375 de porcentaje de bateo, con el que se ubicó en el segundo puesto de los mejores bateadores de la Liga Nacional únicamente superado por Rogers Hornsby con ,424. Ya un año antes había logrado el mismo porcentaje pero en 98 juegos.
Para 1925 murió el propietario de Brooklyn, Charles Ebbet, por lo que el nuevo propietario, Ed McKeever,  decidió que el mánager Wilbert Robinson —quien tenía una relación tirante con Zack— pasara a la presidencia, mientras que Zack tomó su plaza. Sin embargo, apenas lo hizo por dos semanas ya que McKeever falleció poco después, por lo que Robinson fue nuevamente nombrado como mánager. El cargo de Wheat al frente del equipo no ha sido reconocido en las estadísticas de las Mayores.
Buck, como era también conocido el pelotero,  nunca fue expulsado de un juego. En 1917 la revista Baseball Magazine escribió acerca de él:

Wheat es moreno, de cabello oscuro; un hombre callado, pero amigable. Ningún mánager o umpire ha tenido un altercado con él. Jugar al béisbol es su única ocupación e interés en los meses del verano. No es el menos temperamental ni tampoco el menos exaltado entre los peloteros, pero es sensato, aparte de fuerte y brillante; se encuentra entre los mejores de su clase.

El año 1926 fue el último para Wheat en Brooklyn. En 1927 pasó a las filas de los Philadelphia Athletics con 39 años de edad. Con ellos bateó un porcentaje de ,324 en 88 juegos. Después de esa temporada continuó jugando al béisbol por dos años más en las Ligas Menores hasta su retiro definitivo.
En la historia de los Dodgers, Zack Wheat ocupa un lugar importante al dejar varias estadísticas a su favor tras 18 temporadas, ya que es el primero en la institución en juegos jugados (2322), turnos al bate (8859), imparables (2804), batazos dobles (464), batazos triples (171) y más juegos consecutivos bateando al menos un imparable (29).
Después de su carrera deportiva se dedicó a la agricultura, pero la Gran Depresión le obligó a vender su propiedad. Vivió en Kansas City, Misuri, donde trabajó como policía. En 1936 casi perdió la vida en un accidente automovilístico al perseguir a un delincuente en su patrulla. Tras estar cinco meses en el hospital recuperándose de las lesiones, se mudó a Sunrise Beach donde residió los años siguientes.
Para 1959 fue ingresado al Salón de la Fama del Béisbol. Ese año murió su esposa, y él falleció en 1972 a los 83 años de edad tras sufrir un infarto agudo de miocardio. Ambos están sepultados en el Cementerio Forest Hill en Kansas City (Misuri).

## Estadísticas
Estadísticas a la ofensiva de Zack Wheat en las Grandes Ligas. Wheat bateaba a la izquierda de la caja de bateo y lanzaba con la mano derecha. En la defensiva se desempeñó como jardinero izquierdo en la mayoría de juegos.
| Jugador    | Equipo (s) | JJ   | VB   | CA   | H    | 2B  | 3B  | HR  | RBI  | BB  | K   | BR  | OR | AVG  |
| Zack Wheat | BRO, PHA   | 2410 | 9106 | 1289 | 2884 | 476 | 172 | 132 | 1248 | 650 | 572 | 205 | 69 | ,317 |

JJ: Juegos jugados, VB: Veces al bate, CA: Carreras anotadas, H: Hits, 2B: Dobles, 3B: Triples, HR: Home runs, RBI: Carreras empujadas, BB: Bases por bolas, K: Ponches, BR: Bases robadas, OR: Outs robando, AVG: Porcentaje de bateo